# Step by Step (álbum)
Step by Step es el nombre del tercer álbum de estudio y cuarto en total de la banda estadounidense New Kids on the Block. Producido por Maurice Starr y coproducido por Michael Jonzun, salió al mercado a principios del mes de junio de 1990, con el sello discográfico de Columbia Records, y publicado en formato Casete el 19 de junio. Salió al mercado hasta el 23 de junio en Japón en formato de CD con el sello de CBS/Sony. La canción «Call It What You Want» fue incluida en la lista de canciones del álbum The Hits Album lanzado en agosto de 1991 en el Reino Unido, que es un álbum de recopilación por parte de Sony Music y BMG.
El álbum fue N.º 1 en el Billboard 200 de los Estados Unidos, UK Albums Chart del Reino Unido, RPM de Canadá, Media Control Charts de Alemania y RIANZ de Nueva Zelanda. El álbum posee cuatro sencillos, entre ellos uno de sus más grandes éxitos «Step By Step» que fue N.º 1 en el Billboard Hot 100 de los Estados Unidos, «Valentine Girl» que fue N.º 18 en Oricon de Japón, «Tonight» que fue N.º 3 en el UK Singles Chart del Reino Unido y «Let's Try It Again» que fue N.º 10 en el RPM de Canadá. A finales de junio de 1990 Step by Step había desbancado al álbum de MC Hammer Please Hammer, Don't Hurt 'Em del número uno del Billboard 200, pero esto sólo duraría una semana cuando el mismo álbum le quita el número uno otra vez, quedando ahí por 18 semanas más.
Bil Carpenter de Allmusic dio una clasificación de 3 sobre 5 y comentó que «en un intento por algún sentido, el grupo escribió algunos cortes en Step by Step, un álbum más serio, más duro que suena. Aunque la canción fue número uno durante tres semanas y el seguimiento, "Tonight", fue Top Ten, no pudieron repetir el éxito de Hangin' Tough». Arion Berger de Rolling Stone dio 2 estrellas de 5 y dijo: «Step by Step hace deporte a una versión feistier de los niños, incluso cuando se pega en gran parte a su fórmula musical establecido y enteramente a su imagen elegida». La canción Games en su coro es la misma melodía que cantan los guardias del castillo de la Bruja del Oeste en la película El mago de Oz.
La banda realizó un tour entre el año 1990 y 1991 llamado «The Magic Summer Tour» promoviendo el álbum. Fue patrocinado por Coca-Cola y ligado es "Magic Summer '90"" campaña que incluyó el infame MagiCan. Cubriendo un centenar de ciudades de América del Norte y Europa, la gira se prolongó desde abril de 1990 al 15 de septiembre de 1991.

## Grabación
Las sesiones de grabación del álbum Step by Step se llevó a cabo en los estudios de Syncro Sound en Boston, Massachusetts, Normandy Recording Studio en Warren, Rhode Island, The Hit Cave en Brookline, Massachusetts, Mission Control en Westford, Massachusetts y The House Of Hits en Boston, Massachusetts entre el 1 de septiembre de 1989 y el 30 de junio de 1990.

## Certificaciones
El álbum fue certificado por muchos países, Austria le dio una certificación de platino por la IFPI de Austria, Brasil le dio uno de oro por la ABPD, Alemania con platino por la BVMI, Suecia lo certificó con oro por la GLF, Suiza con platino por la IFPI de Suiza, Japón le dio una certificación de oro por la RIAJ, el Reino Unido con platino por la BPI, Países Bajos lo certificó con oro por la NVPI, Finlandia con platino por la IFPI de Finalndia, Canadá lo certificó siete veces multiplatino por Music Canada y Estados Unidos con triple platino por la RIAA, alcanzando mundialmente alrededor de $20,000,000.

## Premios
El álbum fue nominado a la categoría de «el álbum internacional del año», y también la canción «Step By Step» fue nominada a «el sencillo internacional del año» en el año de 1991 de los Premios Juno, transmitido el 3 de marzo por la cadena CBS, teniendo como sede el Queen Elizabeth Theatre en Vancouver, Columbia Británica, Canadá.
| Año  | Premio       | Nominado     | Categoría                        | Resultado |
| ---- | ------------ | ------------ | -------------------------------- | --------- |
| 1991 | Premios Juno | Step by Step | "Álbum internacional del año"    | Nominado  |
| 1991 | Premios Juno | Step by Step | "Sencillo internacional del año" | Nominado  |

## Lista de canciones
Popularmente a los lados del álbum también se les conocen cómo step 1 (paso 1) y step 2 (paso 2).
| Lado uno |                          |                               |                                               |          |  |
| N.º      | Título                   | Escritor(es)                  | Vocalísta(es)                                 | Duración |  |
| 1.       | «Step by Step»           | Maurice Starr                 | Jordan Knight                                 | 4:29     |  |
| 2.       | «Tonight»                | Al Lancellotti, Maurice Starr | New Kids on the Block                         | 3:28     |  |
| 3.       | «Baby, I Believe In You» | Maurice Starr                 | Jordan Knight                                 | 4:42     |  |
| 4.       | «Call It What You Want»  | Maurice Starr                 | Jordan Knight, Donnie Wahlberg, Joey McIntyre | 4:12     |  |
| 5.       | «Let's Try It Again»     | Maurice Starr                 | Danny Wood, Jordan Knight                     | 3:53     |  |
| 6.       | «Happy Birthday»         | Michael Jonzun, Maurice Starr | Jonathan Knight                               | 2:48     |  |

| Lado dos |                                  |                                          |                              |          |  |
| N.º      | Título                           | Escritor(es)                             | Vocalísta(es)                | Duración |  |
| 7.       | «Games»                          | Maurice Starr, Donnie Wahlberg           | Donnie Wahlberg              | 3:29     |  |
| 8.       | «Time Is on Our Side»            | Al Lancellotti, Maurice Starr            | Donnie Walhberg              | 3:49     |  |
| 9.       | «Where Do I Go from Here?»       | Maurice Starr                            | Joey McIntyre                | 3:50     |  |
| 10.      | «Stay with Me Baby»              | Maurice Starr                            | Donnie Wahlberg              | 4:21     |  |
| 11.      | «Funny Feeling»                  | Maurice Starr                            | Joey McIntyre, Jordan Knight | 3:50     |  |
| 12.      | «Never Gonna Fall in Love Again» | Taharqa Aleem, Maurice Starr, Danny Wood | Danny Wood                   | 5:07     |  |
| 47:44    |                                  |                                          |                              |          |  |

## Personal

### New Kids on the Block
- Jordan Knight: Programación de teclado, vocales.
- Joey McIntyre: Voz
- Jonathan Knight: Voz
- Danny Wood: Programación de teclado, vocales, compositor.
- Donnie Wahlberg: Programación de batería, vocales, compositor.

### Producción
- Productor: Maurice Starr
- Coproductor: Michael Jonzun
- Productores asociados: Taharqa Aleem, Mark Doyle, Al Lancellotti, Richard Mendelson, Leo Okeke.
- Productor ejecutivo: Dick Scott
- Dirección de arte: Taharqa Aleem
- Diseño: Marcos Burdett
- Mezcladores: Sidney Burton, Phil Green, Michael Jonzun, Maurice Starr.
- Ingenieros: Sidney Burton, Phil Green, Michael Jonzun, Maurice Starr.
- Arreglistas: Mark Doyle, Maurice Starr.
- Arreglado por: Big Step Productions.
- Programación de batería: Michael Jonzun, Leo Okeke.
- Compositores: Taharqa Aleem, Michael Jonzun, Al Lancellotti, Maurice Starr.
- Fotografía: Timothy White, Marcos Burdett.
- Otros colaboradores: David Dyson, Yasko Kubota, Rob Sachs.

## Certificaciones
| País           | Asociación                                                                        | Certificación | Ventas     |
| -------------- | --------------------------------------------------------------------------------- | ------------- | ---------- |
| Alemania       | Bundesverband Musikindustrie                                                      | Platino       | 500.000+   |
| Austria        | Federación Internacional de la Industria Fonográfica (Austria)                    | Platino       | 20.000+    |
| Brasil         | Associação Brasileira dos Produtores de Discos                                    | Oro           | 100.000+   |
| Canadá         | Canadian Recording Industry Association                                           | 7× Platino    | 700.000+   |
| España         | Productores de Música de España                                                   | Platino       | 100.000+   |
| Estados Unidos | Recording Industry Association of America                                         | 3× Platino    | 3.000.000+ |
| Finlandia      | Federación Internacional de la Industria Fonográfica (Finlandia)                  | Platino       | 50.100+    |
| Japón          | Recording Industry Association of Japan                                           | Oro           | 100.000+   |
| Países Bajos   | Nederlandse Vereniging van Producenten en Importeurs van beeld- en geluidsdragers | Oro           | 50.000+    |
| Reino Unido    | British Phonographic Industry                                                     | Platino       | 300.000+   |
| Suecia         | Grammofonleverantörernas förening                                                 | Oro           | 20.000+    |
| Suiza          | Federación Internacional de la Industria Fonográfica (Suiza)                      | Platino       | 50.000+    |

## Posiciones en listas

### Álbum
| Australia      | ARIA Charts                                   | 4  |
| Alemania       | Media Control Charts                          | 1  |
| Austria        | Ö3 Austria Top 40                             | 6  |
| Canadá         | RPM (revista)                                 | 1  |
| Estados Unidos | Billboard 200                                 | 1  |
| Estados Unidos | Top R&B/Hip-Hop Albums                        | 62 |
| España         | Productores de Música de España               | 8  |
| Japón          | Oricon                                        | 10 |
| Noruega        | VG-lista                                      | 4  |
| Nueva Zelanda  | Recording Industry Association of New Zealand | 1  |
| Reino Unido    | UK Singles Chart                              | 1  |
| Suecia         | Sverigetopplistan                             | 12 |
| Suiza          | Schweizer Hitparade                           | 8  |
| Unión Europea  | European Top 100 Albums                       | 1  |

#### Fin de año
| Austria | Ö3 Austria Top 40   | 20 |
| Suiza   | Schweizer Hitparade | 26 |

### Sencillos
| Año                                                                      | Título               | Lista | Lista | Lista | Lista | Lista | Lista | Lista | Lista | Lista | Lista | Lista | Lista | Lista | Lista | Lista | Lista  |
| Año                                                                      | Título               | AUS   | AUT   | ALE   | BEL   | CAN   | PAI   | FRA   | IRL   | ITA   | NZ    | NOR   | SUI   | SUE   | UK    | US    | US R&B |
| ------------------------------------------------------------------------ | -------------------- | ----- | ----- | ----- | ----- | ----- | ----- | ----- | ----- | ----- | ----- | ----- | ----- | ----- | ----- | ----- | ------ |
| 1990                                                                     | «Step By Step»       | 8     | 12    | 8     | 6     | 1     | 13    | 10    | 5     | 22    | 3     | 6     | 17    | 13    | 2     | 1     | 48     |
| 1990                                                                     | «Valentine Girl»     | —     | —     | —     | —     | —     | —     | —     | —     | —     | —     | —     | —     | —     | —     | —     | —      |
| 1990                                                                     | «Tonight»            | 16    | 12    | 19    | 4     | —     | 3     | 3     | 8     | —     | 16    | —     | —     | 11    | 3     | 7     | —      |
| 1990                                                                     | «Let's Try It Again» | —     | —     | 68    | 32    | 10    | 17    | —     | 6     | —     | 31    | —     | —     | —     | 8     | 53    | —      |
| «—» indica que el sencillo no fue lanzado o no se posicionó en la lista. |                      |       |       |       |       |       |       |       |       |       |       |       |       |       |       |       |        |

| Predecesor: Please Hammer, Don't Hurt 'Em por MC Hammer                                | Billboard 200 number-one album 30 de junio de 1990 — 6 de julio de 1990 (1 semana)             | Sucesor: Please Hammer, Don't Hurt 'Em por MC Hammer          |
| Predecesor: The Essential Pavarotti por Luciano Pavarotti                              | UK Albums Chart number-one album 30 de junio de 1990 — 6 de julio de 1990 (1 semana)           | Sucesor: The Essential Pavarotti por Luciano Pavarotti        |
| Predecesor: Auf dem Kreuzzug ins Glück – 125 Jahre Die Toten Hosen por Die Toten Hosen | Media Control Charts number-one album 6 de julio de 1990 — 12 de julio de 1990 (1 semana)      | Sucesor: Reim por Matthias Reim                               |
| Predecesor: I'm Breathless por Madonna                                                 | European Top 100 Albums number-one album 7 de julio de 1990 — 25 de agosto de 1990 (8 semanas) | Sucesor: Pretty Woman (banda sonora) por Varios Artistas      |
| Predecesor: I Do Not Want What I Haven't Got por Sinéad O'Connor                       | Canadian RPM number-one album 7 de julio de 1990 — 27 de julio de 1990 (3 semanas)             | Sucesor: I Do Not Want What I Haven't Got por Sinéad O'Connor |
| Predecesor: Submarine Bells por The Chills                                             | New Zealand Chart number-one album 8 de julio de 1990 — 14 de julio de 1990 (1 semana)         | Sucesor: Their Greatest Hits por The Carpenters               |

## Historial de los lanzamientos
Todos los datos están de acuerdo con el sitio Discogs.
| País           | Fecha               | Discográfica     | Formato | Catálogo                              |
| -------------- | ------------------- | ---------------- | ------- | ------------------------------------- |
| Estados Unidos | 5 de junio de 1990  | Columbia         | CD      | CK-45129                              |
| Estados Unidos | 19 de junio de 1990 | Columbia         | Casete  | CK 46767                              |
| Países Bajos   | 1990                | CBS              | LP      | 466686 1                              |
| Japón          | 23 de junio de 1990 | CBS/Sony         | CD      | CSCS 5200                             |
| Unión Europea  | 1990                | CBS              | CD      | 466686 2                              |
| Unión Europea  | 1990                | Columbia         | CD      | 466686 2, 02-466686-10 (Reedición)    |
| Unión Europea  | 1990                | CBS              | CD      | 466686 9, 466686 2 (Edición limitada) |
| Yugoslavia     | 1990                | ZKP RTVL, CBS    | Casete  | KL 1926                               |
| Unión Europea  | 1990                | CBS              | Casete  | 466686 4                              |
| Canadá         | 1990                | Columbia         | Casete  | CT 45129                              |
| Brasil         | 1990                | Discos CBS       | LP      | 188.074                               |
| Argentina      | 1990                | Columbia         | LP      | 70.138, 1-4666686, 1-466686           |
| Estados Unidos | 1990                | Columbia         | LP      | C 45129                               |
| Grecia         | 1990                | CBS              | LP      | 466686 1                              |
| Checoslovaquia | 1990                | Bonton, Columbia | LP      | 71 0022-1 331                         |
| Reino Unido    | 1990                | CBS              | LP      | 466686 1                              |
| México         | 1990                | CBS              | LP      | DMI 466686                            |
| Yugoslavia     | 1990                | ZKP RTVL, CBS    | LP      | LL 1926                               |
| Polonia        | 1990                | Silverton        | Casete  | ST-090                                |